# Goniatiten
Die Goniatiten (Goniatitida; von griech. γωνία = Winkel, Ecke, nach den geknickten Suturen) sind eine ausgestorbene Ordnung von jungpaläozoischen Ammoniten (Ammonoidea). Sie stellen im Zeitraum ihres Auftretens zwischen Devon und Ende Perm den Hauptanteil der Ammonoidea.
Goniatiten stellen vor allem im Devon und Karbon eine ganze Reihe wichtiger Leitfossilien. Vor der Entwicklung mikropaläontologischer Methoden waren sie in vielen Gegenden vor allem in marinen Kalksteinfolgen Bestandteil parastratigraphischer Gliederungen.

## Merkmale
Goniatiten besitzen wie Ammoniten ein zumeist in einer Ebene spiralig eingewickeltes, gekammertes Gehäuse, das aus drei Schichten aufgebaut ist. Man nimmt an, dass das Gehäuse der Tiere ursprünglich immer aus Calciumcarbonat als Aragonit aufgebaut war. In den fossilierten Gehäusen ist dieser oft durch andere Minerale wie Calcit oder auch Pyrit verdrängt, oder diese füllten einen Hohlraum in Sediment, der das vergangene Gehäuse enthielt, aus. Die Formen der Gehäuse variieren erheblich, von kugeligen bis zu dünnen scheibenförmigen Gehäusen, wobei gedrungene Formen überwiegen. Die Größe der Gehäuse überschritt in der Regel nicht 5 Zentimeter und auch bei den größten Arten nicht 15 Zentimeter. Die äußeren Windungen umfassen die jeweils inneren. Je nach dem Grad der Umfassung sind die Windungen involut – die inneren Windungen werden durch die äußeren mehr oder weniger verdeckt – oder evolut (die äußeren Windungen umfassen die inneren kaum). Beim lebenden Tier bildete das Gehäuse eine Abfolge von Kammern, wobei das lebende Tier nur in der letzten (äußersten) Kammer saß; die dahinter liegenden Kammern waren gas- oder flüssigkeitsgefüllt. Eine membranöse Röhre, Siphon oder Siphunculus genannt, verband alle Kammern, sie konnte wohl zum Druckausgleich dienen und dem Tier über Dichteänderung das Auf- oder Absteigen in der Wassersäule ermöglichen, sie ist am Fossil als Siphonalstrang erkennbar.
Neben der Gehäuseform ist der Ansatz der Kammerscheidewände am äußeren Gehäuse – die Lobenlinie oder Sutur – das wichtigste Bestimmungsmerkmal. Da die Suturen den Ansätzen der Kammerscheidewände an der Schaleninnenseite entsprechen, sind sie nur sichtbar, wenn das Gehäuse entfernt ist, zum Beispiel am Steinkern. Im Gegensatz zur vielfach in sich gefältelten Lobenlinie der Ammoniten ist die der Goniatiten wenig geschwungen und weist nur sanfte Knicke oder Bögen auf. Die Lobenlinie ist in fast allen Arten durch einen Adventiv-Lobus gekennzeichnet. Die Lobenformel ist EALI. Fast alle Loben können weiter unterteilt werden. Zwischen L und I-Lobus kann sich ein U-Lobus einschalten. Bei den frühen Formen sind die Loben noch breit gerundet, in jüngeren Formen sind sie häufig zugespitzt oder fingerförmig. Der Siphonalstrang liegt fast immer randlich ventral, nur sehr selten rückt der Siphonalstrang auch etwas ab vom Rand. Die Außenseite des Gehäuses kann glatt oder ornamentiert (gerippt) sein. Die Form der Zuwachslinien, die beim Wachstum der Schale am Außenrand entstanden, ist oft von diagnostischem Wert.
Der Muskelapparat unterschied sich in Details von dem der Ammoniten. Dies ergaben Studien von Muskelansatzstellen, die in pyritisierten Goniatiten erhalten waren. Belege für einen festen Kiefernapparat, wie Ammoniten ihn besitzen, sind nicht überliefert.

## Lebensweise
Goniatiten waren aufgrund ihrer Lebensweise als langsame Schwimmer bodennahe Meereslebewesen. Sie besiedelten epikontinentale Meeresräume abseits der Zonen mit starker Wasserbewegung wie den Brandungszonen. Paläogeographische Rekonstruktionen zufolge sind ihre Lebensräume als subtropisch bis tropisch zu bezeichnen. Über die Ernährung der Goniatiten ist wenig bekannt.

## Vorkommen
Goniatiten sind in devonischen und karbonischen Kalk- und Tonsteinen häufig. Gebiete mit häufigen Goniatitenfunden sind zum Beispiel:
- Fichtelgebirge
- Harz
- Rheinisches Schiefergebirge
  - südliches Ruhrgebiet
  - Aachener Gebiet
  - Eifel
  - nördliche Ardennen
- Irland
- Kantabrisches Gebirge
- Antiatlas, Marokko
- Appalachen
- Texas und weitere westliche Staaten der USA
- China

## Systematik
Die Ordnung wird derzeit in zwei Unterordnungen mit jeweils zahlreichen Überfamilien unterteilt:
- Ordnung Goniatitida Hyatt, 1884
  - Unterordnung Tornoceratina Wedeking, 1914
    - Überfamilie Tornoceratoidea von Arthaber, 1911
    - Überfamilie Prionoceratoidea Hyatt, 1884
    - Überfamilie Pseudohaloritoidea Ruzhencev, 1957
    - Überfamilie Dimeroceratoidea Hyatt, 1884
    - Überfamilie Prolobitoidea Wedekind, 1913
    - Überfamilie Karagandoceratoidea Librovich, 1957
    - Überfamilie Praeglyphioceratoidea Ruzhencev, 1957

  - Unterordnung Goniatitina Hyatt, 1884
    - Überfamilie Pericycloidea Hyatt, 1900
    - Überfamilie Goniatitoidea de Haan, 1825
    - Überfamilie Neodimorphoceratoidea Furnish & Knapp, 1966
    - Überfamilie Thalassoceratoidea Hyatt, 1900
    - Überfamilie Popanoceratoidea Hyatt, 1900
    - Überfamilie Neoicoceratoidea Hyatt, 1900
    - Überfamilie Marathonitoidea Ruzhencev, 1938
    - Überfamilie Cyclolobitoidea Zittel, 1895
    - Überfamilie Gastrioceratoidea Hyatt, 1884
    - Überfamilie Shumarditoidea Plummer & Scott, 1937
    - Überfamilie Adrianitoidea Schindewolf, 1931
    - Überfamilie Schistoceratoidea Schmidt, 1929
    - Überfamilie Gonioloboceratoidea Spath, 1934
    - Überfamilie Neoglyphioceratoidea Plummer & Scott, 1937
    - Überfamilie Dimorphoceratoidea Hyatt, 1884
    - Überfamilie Nomismoceratoidea Librovich, 1957